# Улпан
Улпа́н (каз. Ұлпан) — село у складі Шалкарського району Актюбінської області Казахстану. Входить до складу Кауилжирського сільського округу.
Населення — 53 особи (2021; 101 у 2009, 189 у 1999, 116 у 1989).